# 埃里克·德梅因
埃里克·德梅因（Erik Demaine，1981年2月28日—）麻省理工学院计算机科学教授和前神童。

## 专业成就
Demaine于2001年加入麻省理工学院（MIT），据报道是麻省理工学院历史上最年轻的教授，并于2011年晋升为全职教授。
Erik和Martin Demaine的数学折纸艺术品是2008年现代艺术博物馆的设计和弹性心灵展览的一部分，并被列入MoMA永久收藏品。同年，他是“折叠之间”的特色艺术家之一，这是一部关于折纸从业者的国际纪录片，后来在PBS电视台播出。他是Gathering 4 Gardner的董事会主席。